# Indulf
Indulf (gaélique : Ildulb mac Causantín) (bap. 927 ?, mort en 962), est roi d'Écosse de 954 à 962. Fils du roi Constantin II, cousin issu de germain de son prédécesseur Malcolm Ier, et cousin issu de germains à une génération près de son successeur Dubh,

## Origine de son nom
Dauvit Broun estime qu'Indulf ou Indulph, comme deux de ses fils, porte un nom d'origine scandinave  lié à des unions dans la famille royale des Scots avec des princesses vikings.
Alex Woolf émet l'hypothèse que son baptême est intervenu à l'occasion de la rencontre  avec les « Rois du nord » de la Grande-Bretagne organisée par le roi  Æthelstan d'Angleterre pour laquelle William de Malmesbury fixe la date du 12 juillet 927. Indulf aurait reçu le nom du saint de la veille « Hildulf », fondateur vers 700 du monastère de Moyenmoutier dans les Vosges en France. Ce saint comme nombre de ses contemporains locaux serait par ailleurs  d'origine « Scotus ».

## Règne

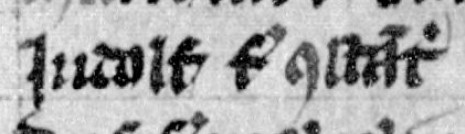
Le nom d'Illulb mac Custantín tel qu'il apparaît dans le folio 29v du manuscrit de la Bibliothèque nationale de France MS Latin 4126 (manuscrit de Poppleton):
Indolf filius Constantini.

Indulf ou Illulb mac Causantín est le fils de Constantin II (mort en 952). Il a au moins un frère aîné, qui est tué lors de la bataille de Brunanburh en 937, et une sœur anonyme qui épouse Olaf Gothfrithson, roi de Dublin (mort en 941). Selon Dauvit Broun, il est significatif de l'extension de l'influence scandinave en Écosse à cette époque que les noms de deux de ses fils sont d'origine nordique.
Indulf devient roi après la mort de Malcolm Ier en 954. Pendant son règne, la ville d'Édimbourg est prise au comte de Northumbrie et elle restera entre les mains des Scots jusqu'à nos jours selon la chronique des Rois d'Alba. Indulf est réputé par des sources postérieures et discutables avoir en 955 expulsé Fothad (mort en 963) l'évêque de Saint Andrews.
Son règne enregistre une recrudescence de la pression scandinave dans l'est de l'Écosse. Toujours d'après la chronique des Rois d'Alba, une flotte viking est détruite dans le Buchan, et il est tué en 962 par une armée nordique à « Invercullen », probablement soit Cowie, près de Stonehaven, qui était un site stratégique ou Cullen dans le Banffshire. Il est réputé avoir été inhumé à Iona. Son successeur est Dubh, le fils aîné de Malcolm Ier.

## Postérité
Indulf avait vraisemblablement épousé une princesse viking de la dynastie des Uí Ímair; fille d'Olaf Gothfrithson ou d'Olaf Kvaran comme le suggèrent les noms d'origine scandinave portés par deux de ses fils « Hríngr » et « Olafr ».
- Culen (vieux norrois: Hríngr) , qui devint roi en 966.
- Eochaid tué par les Bretons en même temps que son frère Culen en 971[8].
- Amlaíb (vieux norrois: Olafr)  ri Alban selon les Chroniques d'Irlande.